# Weidenhüll bei Elbersberg
Weidenhüll bei Elbersberg ist ein Gemeindeteil der Stadt Pottenstein im Landkreis Bayreuth (Oberfranken, Bayern). Weidenhüll b.Elbersberg liegt in der Gemarkung Elbersberg.

## Geographie und Verkehrsanbindung
Der Weiler Weidenhüll bei Elbersberg liegt südöstlich der Kernstadt Pottenstein und südöstlich des Pottensteiner Gemeindeteils Elbersberg. Unweit nördlich verläuft die Kreisstraße BT 41, südlich und westlich die Bundesstraße 470 und östlich die Bundesautobahn 9.

## Baudenkmäler
In der Liste der Baudenkmäler in Pottenstein (Oberfranken) sind für Weidenhüll bei Elbersberg keine Baudenkmäler aufgeführt.